# Championnat du Portugal masculin de handball
Le Championnat du Portugal masculin de handball (Liga Portuguesa de Andebol), connue sous le nom de Liga LPA regroupe les meilleurs clubs de handball au Portugal.
La compétition est dominée par le FC Porto et le Sporting Lisbonne, vainqueurs respectivement de 24 et 23 titres de champion. L'ABC Braga/UMinho est le troisième club à avoir remporté plus de 10 titres 13

## Histoire

### Création et croissance
Le handball a été introduit au Portugal en 1929 et la Fédération Portugaise de Handball est créée en 1939. Pendant la première moitié du XXe siècle, le sport est devenu l'un des sports d'équipe les plus importants au Portugal avec le football et le rink hockey. Le nombre croissant de clubs conduit à l'établissement de championnats régionaux dans les régions métropolitaines de Lisbonne et de Porto, ainsi que dans les environs de Coimbra. L'intérêt de définir un «champion national» a conduit la fédération à créer un petit tournoi entre les meilleures équipes de Lisbonne et de Porto (au début) puis de Coimbra (dans une deuxième phase).
Sur les 23 championnats disputés avant la révolution des Œillets en avril 1974, seuls trois n'ont pas été remportés par le Sporting CP ou le FC Porto. Entretenant la rivalité Nord-Sud entre Porto et Lisbonne, le FC Porto remporte en 1960 le premier tetracampeonato (4 titres d'affilée) dans l'histoire de la compétition avant que le Sporting ne réalise le premier pentacampeonato (5 titres d'affilée) en 1973.
En 1985, la modification du format de la compétition avec notamment 12 équipes a permis une augmentation significative de la compétitivité du championnat portugais. Cette croissance a été soutenue par les investissements réalisés dans plusieurs clubs, conduisant à l’arrivée de joueurs étrangers (notamment des Balkans) ainsi que des entraîneurs expérimentés et reconnus, dont la connaissance du sport a permis une forte augmentation de la qualité de jeu.
Le sommet de ce développement a été atteint par l'ABC Braga qui atteint la finale de la première édition de la Ligue des champions en 1994, battus 43 à 45 par où leur voisin ibérique du CB Cantabria. Par la suite, l'ABC Braga est éliminé par trois fois en quart de finale de la Ligue des champions en 1997, 1998 et 2001.

### Conflit entre la Ligue et la Fédération
En 2001, les clubs créèrent une association indépendante, la Liga Portuguesa de Clubes de Andebol dont le but était de superviser une ligue professionnelle de handball, appelée Liga Portuguesa de Andebol. Cependant, en 2002, la Fédération portugaise de handball a contesté la validité de la Ligue fermée et a finalement refusé de reconnaître le vainqueur de la Liga Portuguesa de Andebol comme « champion national ». En conséquence, la deuxième division a été renommée Divisão de Elite et devient le premier niveau officiel du handball portugais dont les vainqueurs sont déclarés « champions du Portugal ». Autre conséquence, les clubs de la Liga Portuguesa de Andebol (tous les grands clubs professionnels hormis le Sporting CP qui est resté dans le giron de la fédération) ne sont pas autorisés à participer aux coupes d’Europe de la Fédération européenne de handball.
En 2005, la Fédération a finalement reconnu la Liga Portuguesa de Andebol comme le premier niveau du système portugais de handball et a accepté d'accorder l'autonomie à la Ligue tout en la supervisant en même temps.
La saison 2019-2020, suspendue début mars, à la fin de la phase régulière et juste avant la phase finale, est définitivement arrêtée le 29 avril, en raison de la pandémie de maladie à coronavirus. Par conséquent, le titre national n'est pas décerné et aucune promotion, ni relégation n'est promulguée, selon la Fédération lusitanienne.

### Le renouveau
Pourtant, en 2008, la Liga Portuguesa de Clubes de Andebol et son championnat disparaissent. La compétition de haut niveau portugaise devient alors l'Andebol 1 sous la direction de la Fédération Portugaise de Handball. Depuis ce changement important, les clubs de handball portugais ont retrouvé une partie de leur notoriété, notamment dans les compétitions internationales.
Ainsi, le Sporting CP remporte à deux reprises la Coupe Challenge (4e Coupe d'Europe) en 2010 et 2017 tandis qu'en 2016 l'ABC Braga/UMinho s'impose en finale de cette même compétition face à un autre club portugais, le Benfica Lisbonne. Lors de la saison 2013-14, le FC Porto est devenu la première équipe portugaise à participer à la phase de groupes de la Ligue des champions depuis 2002.

## Palmarès
| Saison    | Saison    | Champion                      | Vice-champion                 | Troisième                                |
| --------- | --------- | ----------------------------- | ----------------------------- | ---------------------------------------- |
| 1951-1952 | 1951-1952 | Sporting CP                   | Glória                        | CF Os Belenenses et Académica da Amadora |
| 1952-1953 | 1952-1953 | SC Salgueiros (1)             | ?                             | Sporting CP                              |
| 1953-1954 | 1953-1954 | FC Porto                      | Sporting CP                   | SC Salgueiros                            |
| 1954-1955 | 1954-1955 | Non disputé                   | Non disputé                   | Non disputé                              |
| 1955-1956 | 1955-1956 | Sporting CP                   | SC Salgueiros                 | Estrela e Vigorosa Sport                 |
| 1956-1957 | 1956-1957 | FC Porto                      | Sporting CP                   | Almada AC                                |
| 1957-1958 | 1957-1958 | FC Porto                      | Sporting CP                   | SC Salgueiros                            |
| 1958-1959 | 1958-1959 | FC Porto                      | ?                             | ?                                        |
| 1959-1960 | 1959-1960 | FC Porto                      | Sporting CP                   | SL Benfica                               |
| 1960-1961 | 1960-1961 | Sporting CP                   | SL Benfica                    | FC Porto                                 |
| 1961-1962 | 1961-1962 | SL Benfica                    | FC Porto                      | Sporting CP                              |
| 1962-1963 | 1962-1963 | FC Porto                      | Sporting CP                   | SL Benfica                               |
| 1963-1964 | 1963-1964 | FC Porto                      | Sporting CP                   | Naval Setubalense                        |
| 1964-1965 | 1964-1965 | FC Porto                      | Almada AC                     | ?                                        |
| 1965-1966 | 1965-1966 | Sporting CP                   | FC Porto                      | ?                                        |
| 1966-1967 | 1966-1967 | Sporting CP                   | FC Porto                      | SL Benfica                               |
| 1967-1968 | 1967-1968 | FC Porto                      | Sporting CP                   | SL Benfica                               |
| 1968-1969 | 1968-1969 | Sporting CP                   | FC Porto                      | SL Benfica                               |
| 1969-1970 | 1969-1970 | Sporting CP                   | FC Porto                      | CF Os Belenenses                         |
| 1970-1971 | 1970-1971 | Sporting CP                   | FC Porto                      | CF Os Belenenses                         |
| 1971-1972 | 1971-1972 | Sporting CP                   | Almada AC                     | FC Porto                                 |
| 1972-1973 | 1972-1973 | Sporting CP                   | FC Porto                      | ?                                        |
| 1973-1974 | 1973-1974 | CF Os Belenenses              | SL Benfica                    | FC Porto                                 |
| 1974-1975 | 1974-1975 | SL Benfica                    | Sporting CP                   | ?                                        |
| 1975-1976 | 1975-1976 | CF Os Belenenses              | ?                             | Sporting CP                              |
| 1976-1977 | 1976-1977 | CF Os Belenenses              | Sporting CP                   | CD São Bernardo                          |
| 1977-1978 | 1977-1978 | Sporting CP                   | CF Os Belenenses              | FC Porto                                 |
| 1978-1979 | 1978-1979 | Sporting CP                   | FC Porto                      | CF Os Belenenses                         |
| 1979-1980 | 1979-1980 | Sporting CP                   | FC Porto                      | SL Benfica                               |
| 1980-1981 | 1980-1981 | Sporting CP                   | FC Porto                      | CAR Encarnação                           |
| 1981-1982 | 1981-1982 | SL Benfica                    | Sporting CP                   | CF Os Belenenses                         |
| 1982-1983 | 1982-1983 | SL Benfica                    | Sporting CP                   | ?                                        |
| 1983-1984 | 1983-1984 | Sporting CP                   | SL Benfica                    | CF Os Belenenses                         |
| 1984-1985 | 1984-1985 | CF Os Belenenses              | SL Benfica                    | Sporting CP                              |
| 1985-1986 | 1985-1986 | Sporting CP                   | CF Os Belenenses              | ?                                        |
| 1986-1987 | 1986-1987 | ABC Braga                     | Sporting CP                   | FC Porto                                 |
| 1987-1988 | 1987-1988 | ABC Braga                     | Sporting CP                   | SL Benfica                               |
| 1988-1989 | 1988-1989 | SL Benfica                    | ?                             | Sporting CP                              |
| 1989-1990 | 1989-1990 | SL Benfica                    | ?                             | Vitória FC Setubal                       |
| 1990-1991 | 1990-1991 | ABC Braga                     | ?                             | ?                                        |
| 1991-1992 | 1991-1992 | ABC Braga                     | ?                             | ?                                        |
| 1992-1993 | 1992-1993 | ABC Braga                     | CF Os Belenenses              | ?                                        |
| 1993-1994 | 1993-1994 | CF Os Belenenses (5)          | SL Benfica                    | FC Porto                                 |
| 1994-1995 | 1994-1995 | ABC Braga                     | CF Os Belenenses              | FC Porto                                 |
| 1995-1996 | 1995-1996 | ABC Braga                     | Sporting CP                   | Boavista FC                              |
| 1996-1997 | 1996-1997 | ABC Braga                     | Sporting CP                   | ?                                        |
| 1997-1998 | 1997-1998 | ABC Braga                     | FC Porto                      | Sporting CP                              |
| 1998-1999 | 1998-1999 | FC Porto                      | ABC Braga                     | Sporting CP                              |
| 1999-2000 | 1999-2000 | ABC Braga                     | ?                             | Sporting CP                              |
| 2000-2001 | 2000-2001 | Sporting CP                   | FC Porto                      | ABC Braga                                |
| 2001-2002 | 2001-2002 | FC Porto                      | ABC Braga                     | ?                                        |
| 2002-2003 | LPA       | FC Porto                      | ABC Braga                     | Vitória FC Setubal                       |
| 2002-2003 | DE        | CD São Bernardo               | ?                             | ?                                        |
| 2003-2004 | LPA       | FC Porto                      | Sporting CP                   | AA Águas Santas                          |
| 2003-2004 | DE        | CD São Bernardo (2)           | ?                             | ?                                        |
| 2004-2005 | LPA       | Madeira Andebol SAD (1)       | FC Porto                      | ABC Braga                                |
| 2004-2005 | DE        | Sporting CP                   | ?                             | ?                                        |
| 2005-2006 | LPA       | ABC Braga                     | FC Porto                      | CF Os Belenenses                         |
| 2005-2006 | DE        | Sporting CP                   | ?                             | ?                                        |
| 2006-2007 | 2006-2007 | ABC Braga                     | Madeira Andebol SAD           | FC Porto                                 |
| 2007-2008 | 2007-2008 | SL Benfica (7)                | ABC Braga                     | CF Os Belenenses                         |
| 2008-2009 | 2008-2009 | FC Porto                      | SL Benfica                    | Sporting CP                              |
| 2009-2010 | 2009-2010 | FC Porto                      | Madeira Andebol SAD           | SL Benfica                               |
| 2010-2011 | 2010-2011 | FC Porto                      | Madeira Andebol SAD           | Sporting CP                              |
| 2011-2012 | 2011-2012 | FC Porto                      | Madeira Andebol SAD           | Sporting CP                              |
| 2012-2013 | 2012-2013 | FC Porto                      | SL Benfica                    | Sporting CP                              |
| 2013-2014 | 2013-2014 | FC Porto                      | Sporting CP                   | ABC Braga                                |
| 2014-2015 | 2014-2015 | FC Porto                      | Sporting CP                   | SL Benfica                               |
| 2015-2016 | 2015-2016 | ABC Braga/UMinho (13)         | SL Benfica                    | FC Porto                                 |
| 2016-2017 | 2016-2017 | Sporting CP                   | FC Porto                      | SL Benfica                               |
| 2017-2018 | 2017-2018 | Sporting CP (21)              | SL Benfica                    | FC Porto                                 |
| 2018-2019 | 2018-2019 | FC Porto                      | Sporting CP                   | SL Benfica                               |
| 2019-2020 | 2019-2020 | Arrêté pour cause de Covid-19 | Arrêté pour cause de Covid-19 | Arrêté pour cause de Covid-19            |
| 2020-2021 | 2020-2021 | FC Porto                      | Sporting CP                   | SL Benfica                               |
| 2021-2022 | 2021-2022 | FC Porto                      | Sporting CP                   | SL Benfica                               |
| 2022-2023 | 2022-2023 | FC Porto (24)                 | Sporting CP                   | SL Benfica                               |
| 2023-2024 | 2023-2024 | Sporting CP (22)              | FC Porto                      | SL Benfica                               |
| 2024-2025 | 2024-2025 | Sporting CP (23)              | FC Porto                      | SL Benfica                               |

## Bilan
| Rang  | Club                     | Titres | Saisons | 2e | 3e |
| ----- | ------------------------ | ------ | --- | -- | -- |
| 1     | FC Porto                 | 24     | 1954, 1957, 1958, 1959, 1960, 1963, 1964, 1965, 1968, 1999, 2002, 2003L, 2004L, 2009, 2010, 2011, 2012, 2013, 2014, 2015, 2019, 2021, 2022, 2023 | 17 | 10 |
| 2     | Sporting CP              | 23     | 1952, 1956, 1961, 1966, 1967, 1969, 1970, 1971, 1972, 1973, 1978, 1979, 1980, 1981, 1984, 1986, 2001, 2005D, 2006D 2017, 2018, 2024, 2025        | 22 | 12 |
| 3     | ABC Braga/UMinho         | 13     | 1987, 1988, 1991, 1992, 1993, 1995, 1996, 1997, 1998, 2000, 2006L, 2007, 2016                                                                    | 4  | 3  |
| 4     | Benfica Lisbonne         | 7      | 1962, 1975, 1982, 1983, 1989, 1990, 2008 | 9  | 16 |
| 5     | CF Os Belenenses         | 5      | 1974, 1976, 1977, 1985, 1994 | 4  | 8  |
| 6     | CD São Bernardo          | 2      | 2003D, 2004D | 0  | 1  |
| 7     | Madeira Andebol SAD      | 1      | 2005L | 4  | 0  |
| 8     | SC Salgueiros            | 1      | 1953 | 1  | 2  |
| 9     | Almada AC                | 0      | - | 2  | 1  |
| 10    | Glória                   | 0      | - | 1  | 0  |
| 11    | Vitória FC Setubal       | 0      | - | 0  | 2  |
| 12    | Académica da Amadora     | 0      | - | 0  | 1  |
| 12    | Estrela e Vigorosa Sport | 0      | - | 0  | 1  |
| 12    | Naval Setubalense        | 0      | - | 0  | 1  |
| 12    | CAR Encarnação           | 0      | - | 0  | 1  |
| 12    | Boavista FC              | 0      | - | 0  | 1  |
| 12    | AA Águas Santas          | 0      | - | 0  | 1  |
| -     | inconnu                  | 0      | - | 12 | 16 |
| -     | Non disputé/arrêté       | 2      | 1955, 2020 | 2  | 2  |
| Total | Total                    | 78     | 1951-2024 | 78 | 78 |